# Ida Dahl
Ida Dahl  (* 17. Januar 1996) ist eine schwedische Skilangläuferin.

## Werdegang
Dahl, die für den IFK Mora SK und bei den Ski Classics für das Team Engcon startet, lief im Januar 2013 in Östersund ihre ersten Rennen im Scandinavian-Cup, wobei sie den 77. Platz über 10 km Freistil und den 62. Rang im Sprint belegte. In den folgenden Jahren bis 2019 nahm sie vorwiegend an FIS-Rennen teil. Im März 2019 startete sie beim Birkebeinerrennet erstmals bei den Ski Classics und errang dabei den neunten Platz. In der Saison 2019/20 kam sie mehrmals unter den ersten Zehn und belegte damit den siebten Platz in der Gesamtwertung der Ski Classics. In der folgenden Saison wurde sie beim Marcialonga, Wasalauf sowie beim Tåssåsen Criterium in Vålådalen jeweils Dritte und beim Toblach–Cortina sowie Isergebirgslauf jeweils Zweite. Sie errang damit den zweiten Platz in der Gesamtwertung der Ski Classics. Nach Platz zwei beim Pustertaler Ski-Marathon in der Saison 2021/22, holte sie beim Prato Pizza Mountain Challenge in Niederdorf ihren ersten Sieg bei den Ski Classics. Es folgten weitere Siege beim La Diagonela, Marcialonga sowie Isergebirgslauf und zum Saisonende erneut der zweite Platz in der Gesamtwertung der Ski Classics. Nachdem sie zu Beginn der Saison 2022/23 bei FIS-Rennen in Bruksvallarna Fünfte und Vierte wurde, siegte sie bei den Ski Classics in Bad Gastein und im Vinschgau. Mitte Dezember 2022 gab sie in Davos ihr Debüt im Skilanglauf-Weltcup, wo sie mit dem 16. Platz über 20 km Freistil ihre ersten Weltcuppunkte holte.

## Siege bei Ski-Classics-Rennen
| Nr. | Datum             | Ort                          | Rennen                          | Disziplin                       |
| --- | ----------------- | ---------------------------- | ------------------------------- | ------------------------------- |
| 1.  | 9. Januar 2022    | Niederdorf                   | Prato Piazza Mountain Challenge | 32 km klassisch Massenstart     |
| 2.  | 22. Januar 2022   | Zuoz                         | La Diagonela                    | 55 km klassisch Massenstart     |
| 3.  | 30. Januar 2022   | Val di Fiemme / Val di Fassa | Marcialonga                     | 70 km klassisch Massenstart     |
| 4.  | 13. Februar 2022  | Bedřichov                    | Isergebirgslauf                 | 50 km klassisch Massenstart     |
| 5.  | 11. Dezember 2022 | Bad Gastein                  | Bad Gastein Criterium           | 35 km klassisch Massenstart     |
| 6.  | 17. Dezember 2022 | Vinschgau                    | La Venosta Criterium            | 36 km klassisch Massenstart     |
| 7.  | 14. Januar 2023   | Sexten                       | Pustertaler Ski-Marathon        | 62 km klassisch Massenstart     |
| 8.  | 18. Februar 2023  | Orsa                         | Grönklitt Criterium             | 50 km klassisch Massenstart     |
| 9.  | 19. Februar 2023  | Orsa                         | Grönklitt ITT                   | 15 km klassisch Individualstart |
| 10. | 17. Dezember 2023 | Vinschgau                    | La Venosta ITT                  | 10 km klassisch Individualstart |
| 11. | 13. Januar 2024   | Sexten                       | Pustertaler Ski-Marathon        | 62 km klassisch Massenstart     |